# Wilman Conde
Wilman Francisco Conde Gordillo (Cali, Colombia, 19 de julio de 1959) es un exfutbolista y actual entrenador colombiano. Su hijo es el también exfutbolista Wilman Conde Roa.

## Trayectoria

### Como jugador
Se inició como delantero en las divisiones menores del Deportivo Cali, equipo en el que llegó en 1974. En 1979 fue promovido al equipo profesional de la mano del entrenador Eduardo Luján Manera. Se mantuvo con los "azucareros" hasta el subcampeonato de 1980. 
Para 1981 fue cedido al Atlético Bucaramanga, en donde se dio a conocer a nivel nacional. Sus grandes prestaciones hicieron que fuese convocado por el entrenador Eduardo Julián Retat a la Selección Colombia en el Torneo Esperanzas de Toulon, donde sería el primer jugador cafetero en anotar un gol con el combinado nacional en dicho torneo.
En 1982 llega por primera vez a Millonarios, donde pudo consolidarse debido a la cantidad de jugadores con los que disputaba la posición. Con el cuadro azul disputó 12 partidos por Copa Libertadores.
Entre 1983 y 1986 pasaría destacadamente por el Deportes Tolima y el Once Caldas.
Ya en sus años últimas campañas tuvo una actuación destacada en su regreso a  Millonarios al ganar dos títulos del fútbol profesional colombiano. Además pasaría por el Envigado FC y el DIM. En la pretemporada de 1995, al servicio del Independiente Popayán, se lesionó gravemente y no pudo volver a jugar.

### Como asistente
En 1998 asistió a 'Pecoso' Castro en el DIM. Desde el año 2002 asiste al 'Matemático' Otero.

### Como entrenador
En su trayectoria como entrenador, dirigió a la selección juvenil del departamento de Valle del Cauca y el Boca Juniors de Cali. Posteriormente, fue designado para dirigir al Deportes Quindío en sustitución del saliente estratega Néstor Otero durante el Torneo Finalización 2009.
Tras los malos resultados en el Torneo Apertura 2010, Conde dejó su cargo como entrenador del Quindío, dejándolo en zona de descenso el 23 de marzo.
Entre el 28 de diciembre de 2010 y el 4 de marzo de 2011 dirigió al Árabe Unido de Panamá.

## Clubes

### Como jugador
| Club                   | País     | Año         |
| ---------------------- | -------- | ----------- |
| Deportivo Cali         | Colombia | 1979 - 1980 |
| Atlético Bucaramanga   | Colombia | 1981        |
| Millonarios            | Colombia | 1982        |
| Deportes Tolima        | Colombia | 1983 - 1985 |
| Once Caldas            | Colombia | 1986        |
| Millonarios            | Colombia | 1987 - 1991 |
| Envigado FC            | Colombia | 1992        |
| Independiente Medellín | Colombia | 1993 - 1994 |
| Independiente Popayán  | Colombia | 1995        |

### Como asistente técnico
| Club                   | País     | Año         | Asistente de  |
| ---------------------- | -------- | ----------- | ------------- |
| Independiente Medellín | Colombia | 1998        | Pecoso Castro |
| Deportivo Pasto        | Colombia | 2002 - 2003 | Néstor Otero  |
| Deportivo Pereira      | Colombia | 2004        | Néstor Otero  |
| Deportivo Pasto        | Colombia | 2005        | Néstor Otero  |
| Deportes Quindío       | Colombia | 2008 - 2009 | Néstor Otero  |
| Atlético Huila         | Colombia | 2011 - 2012 | Néstor Otero  |
| La Equidad             | Colombia | 2013 - 2014 | Néstor Otero  |
| Águilas Doradas        | Colombia | 2015 - 2017 | Néstor Otero  |
| Cortuluá               | Colombia | 2017        | Néstor Otero  |

### Como formador
| Club                      | País     | Año         |
| ------------------------- | -------- | ----------- |
| Selección Valle del Cauca | Colombia | 2006        |
| Boca Juniors de Cali      | Colombia | 2006 - 2007 |

### Como entrenador
| Equipo                      | Desde                   | Hasta               | Partidos | Partidos | Partidos | Partidos |
| PJ                          | PG                      | PE                  | PP       |          |          |          |
| --------------------------- | ----------------------- | ------------------- | -------- | -------- | -------- | -------- |
| Deportes Quindío · Colombia | 24 de octubre de 2009   | 23 de marzo de 2010 | 17       | 4        | 3        | 10       |
| Árabe Unido · Panamá        | 28 de diciembre de 2010 | 4 de marzo de 2011  | 12       | 2        | 5        | 5        |
| Consolidado Total           | Consolidado Total       | Consolidado Total   | 29       | 6        | 8        | 15       |

## Palmarés

### Como futbolista
| Título           | Club        | País     | Año  |
| ---------------- | ----------- | -------- | ---- |
| Primera División | Millonarios | Colombia | 1987 |
| Primera División | Millonarios | Colombia | 1988 |